# بولشوی اورالا
بولشوی اورالا (به لاتین: Bolshoy Urala) یک منطقهٔ مسکونی در روسیه است که در داغستان واقع شده‌است.